# Bollmanella bifurcata
Bollmanella bifurcata är en mångfotingart som beskrevs av Shear 1974. Bollmanella bifurcata ingår i släktet Bollmanella och familjen Conotylidae. Inga underarter finns listade i Catalogue of Life.